# Sarah Marquis
Pour les articles homonymes, voir Marquis (homonymie).
Sarah Marquis, née le 20 juin 1972 à Delémont, est une aventurière suisse. Elle passe sa jeunesse à Montsevelier et se passionne pour les aventures et la vie sauvage. Après avoir essayé le cheval et le canoë, elle choisit la marche sur de longues distances.

## Parcours et stratégies opérationnelles
Son mode opératoire est le suivant : elle marche des dizaines de kilomètres avec un sac ou une petite charrette pour ses affaires et le soir elle plante une tente pour passer la nuit. Le ravitaillement est organisé par son frère et des sponsors financent ses expéditions. Elle donne aussi des conférences pour partager ses expériences.
En 2000, elle effectue sa première longue randonnée en solo du Nord au Sud de l'Ouest des États-Unis (4 260 km en quatre mois) en passant par les montagnes Rocheuses et le désert des Mojaves.
La traversée des déserts australiens en 2002-2003 en dix-sept mois et 14 000 km est racontée dans son premier livre (L'aventurière des sables). Cette traversée dans le fameux outback australien est une classique pour les aventuriers,.
En 2006, elle suit la cordillère des Andes, du Chili au Machu Picchu (7 000 km en huit mois). Dans cette expédition elle a aussi bénéficié de l'aide d'un guide, qui a ensuite révélé l'avoir transportée en voiture sur 200 km. L'émission Mise au point du 24 octobre 2010 de la Télévision suisse romande a révélé que Sarah Marquis avait menti en cachant ce fait dans ses récits (La voie des Andes).
ExplorAsia est le nom donné à l'une de ses dernières aventures (de la Sibérie à l'Australie en passant par la Mongolie, le désert de Gobi, la Chine, le Laos et la Thaïlande). Elle doit affronter des températures de -20 degrés Celsius, des tempêtes de sable, des visites nocturnes malveillantes de cavaliers mongols, des nuits cachées dans les égouts, des trafiquants de drogue et des poussées de dengue. Dans cette expédition, elle a testé un appareil, développé par le Centre suisse d'électronique et de microtechnique, qui permet au Centre hospitalier universitaire vaudois de suivre en direct l'état de santé de la randonneuse. Elle publie en 2014 Sauvage par nature, récit de ce voyage de 1000 jours.
En 2014, le magazine National Geographic a nommé Sarah Marquis « Aventurière de l'année », et elle entre ainsi pour 2014 dans le « top 10 des géants de l'aventure ».
En 2015, elle passe trois mois dans la région de Kimberley (Australie-Occidentale). Elle parcourt 800 kilomètres et peut survivre dans le bush australien en cueillant des baies et en attrapant des poissons. Ces aventures sont décrites dans son livre Instincts.
En 2018, Sarah Marquis traverse à pied, du Sud au Nord, la forêt primitive de la Tasmanie. Ses explorations et ses observations personnelles sont décrites dans son livre J'ai réveillé le tigre. 
En avril 2024, l'émission d'enquête et de fact-checking Vraiment de la Radio Télévision Suisse met en doute le caractère sauvage et hors des sentiers battus effectué par Sarah Marquis lors de sa traversée de la Tasmanie, pendant laquelle elle aurait essentiellement emprunté des sentiers balisés, abondamment fréquentés par les touristes. Le caractère scientifique de l'expédition et sa collaboration pour le CSIRO, l'agence nationale scientifique australienne, sont remis en question, tout comme un contact prétendu avec un tigre de Tasmanie, espèce disparue depuis 1936. Plus qu'une réelle aventure sportive, un storytelling lucratif avec notamment la vente de newsletters à 11 francs suisses l'unité, est constaté.

## Télémédecine
L'expédition de Sarah Marquis entre la Sibérie et l'Australie a été suivie par télémédecine, en utilisant la même technologie que celle utilisée pour les astronautes de l’Agence spatiale européenne. Les résultats sont transmis par téléphone satellite.

## Récits
- L'aventurière des sables : 14000 km à pied à travers les déserts australiens, Éditions du Roc, Bévilard, 2004
- La voie des Andes : 8 mois à pied sur la Cordillère des Andes, Eucalype, Verbier, 2007
- The Desert Hiker, Eucalype, Verbier, 2007
- L'extraordinaire destin de D'Joe : le chien australien de l'aventurière Sarah Marquis, Eucalype, Verbier, 2009
- Sauvage par nature : 3 ans de marche extrême en solitaire de Sibérie en Australie, Michel Lafon, Neuilly-sur Seine, 2014
- Déserts d'altitude : Du Chili au Machu Picchu, 8 mois à pied sur la Cordillère des Andes, Michel Lafon, Neuilly-sur Seine, 2015 (Sorti le 19.03.2015)
- Instincts : Trois mois seule à pied, en survie dans l'Ouest sauvage australien, Michel Lafon, Neuilly-sur Seine, 2016 (Sorti le 01.10.2016)
- J'ai réveillé le tigre, Michel Lafon, Neuilly-sur Seine, 2018 (Sorti le 18.10.2018)
- À dos d'oiseaux, Michel Lafon, Neuilly-sur Seine, 2021 (Sorti le 25.02.2021)